# Mnesarete ephippium
Mnesarete ephippium – gatunek ważki z rodziny świteziankowatych (Calopterygidae).